# Josep Margarit

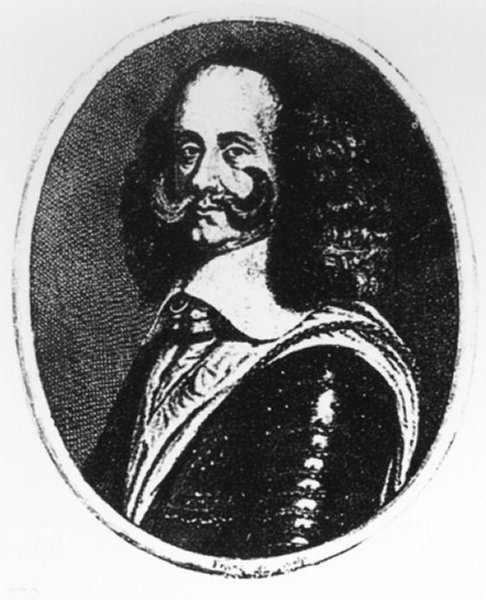
Josep Margarit.

Josep de Margarit i de Biure (La Bisbal del Ampurdán, 10 de febrero de 1602 - Perpiñán, 17 de julio de 1685) fue un militar, jefe de las milicias de la Generalidad y político español.
Hijo de nobles, de joven fue bandolero y muy pronto se declaró opositor a Felipe IV. Al estallar la Guerra de los Segadores (1640), dirigió a los migueletes con los que entró en Valls (abril de 1641). Derrotó al ejército real en las cercanías de Tarragona.
Fue nombrado gobernador de Cataluña y viajó a Francia como embajador de la Generalidad en París (septiembre de 1641). Se entrevistó con el cardenal Richelieu a quien garantizó fidelidad por parte catalana si el francés cumplía con sus compromisos. De regreso a Cataluña continuó con las campañas militares que culminaron en 1643 con la reconquista del valle de Arán.
Participó en la defensa de Barcelona, sitiada por los lealistas, hasta que en 1652 se vio obligado a abandonarla, ordenando la capitulación de la ciudad. Huyó hasta Perpiñán donde recibió el título de marqués de Aguilar. Intentó en diversas ocasiones invadir Cataluña hasta que la firma del Tratado de los Pirineos le hizo abandonar sus proyectos militares. En 1667, el rey Luis XIV de Francia le concedió la señoría de Tuïr.

## Obras
- (francés) Relation fidèle et exacte su siège de Barcelone fait par les espagnols en 1651 et 1652.

- Datos: Q167276
- Multimedia: Josep Margarit / Q167276